# T-92 40毫米快砲
T-92 40公釐／70倍徑(40mm/L70)防空快砲系統，中華民國軍備局202廠自新加坡AOS公司取得相關技術仿製的防空快砲，定位為取代國軍大量老舊的M1 40公釐高射砲。

## 諸元及特性
T-92 40公釐快砲為4具路輪拖曳式砲座，三具千斤頂，砲座本身有液壓自動放列，校正的功能。砲身右側有OFCS（Optronic Fire-control System）第三代紅外線影像儀，偵測距離10km，有效追蹤範圍7km，以進行瞄準與射擊。另外砲手也能用傳統的瞄準具進行目視射擊。仰俯角度為-4度至60度，仰俯速率為45度／秒，射速330發／分鐘，有效射程4000公尺。彈箱容量為101發40砲彈。
T-92本身配合中科院研發的低空防禦射控雷達，理想上可串聯4門T-92與9輛捷羚防空飛彈系統，組成完整防空火網。
然而，中華民國空軍最後決定從民國98年起全面升級天兵防空系統，T-92基本上已經宣告計畫失敗；中科院近年執行的「勁弩專案」雖有納入T-92與天劍二型飛彈陸射版、PORDAS雷達整合的野戰防空系統。惟該專案進入軍種採購階段時，中華民國陸軍僅決定採購陸射天劍二型飛彈，並無計畫導入40快炮。
至於在2000年代與35快砲競爭失敗的理由沒有任何的官方公開資料陳述原因，然而在國防部預算書中列出天武七號升級案所新購入新武器「可程式化定時引信炮彈（AHEAD=Advanced Hit Efficiency And Destruction）」幾乎可推測出原因：202廠缺乏先進防空系統整合的能力，因此製造出來的裝備未服役即落伍，根本沒有贏過外國廠商製品的可能性，自然也製造不出合乎軍方對未來戰爭環境所亟需之武裝，光仿製出火炮本體就草率交差，失敗亦屬必然。

## 相關資料
- 中華民國空軍司令部98年度預算計劃書
- Oerlikon_35_mm_twin_cannon（页面存档备份，存于）
- 中科院2015年巴黎航空展宣傳影片 內有「勁弩專案」相關影像（页面存档备份，存于）